# Adelaide Anne Procter

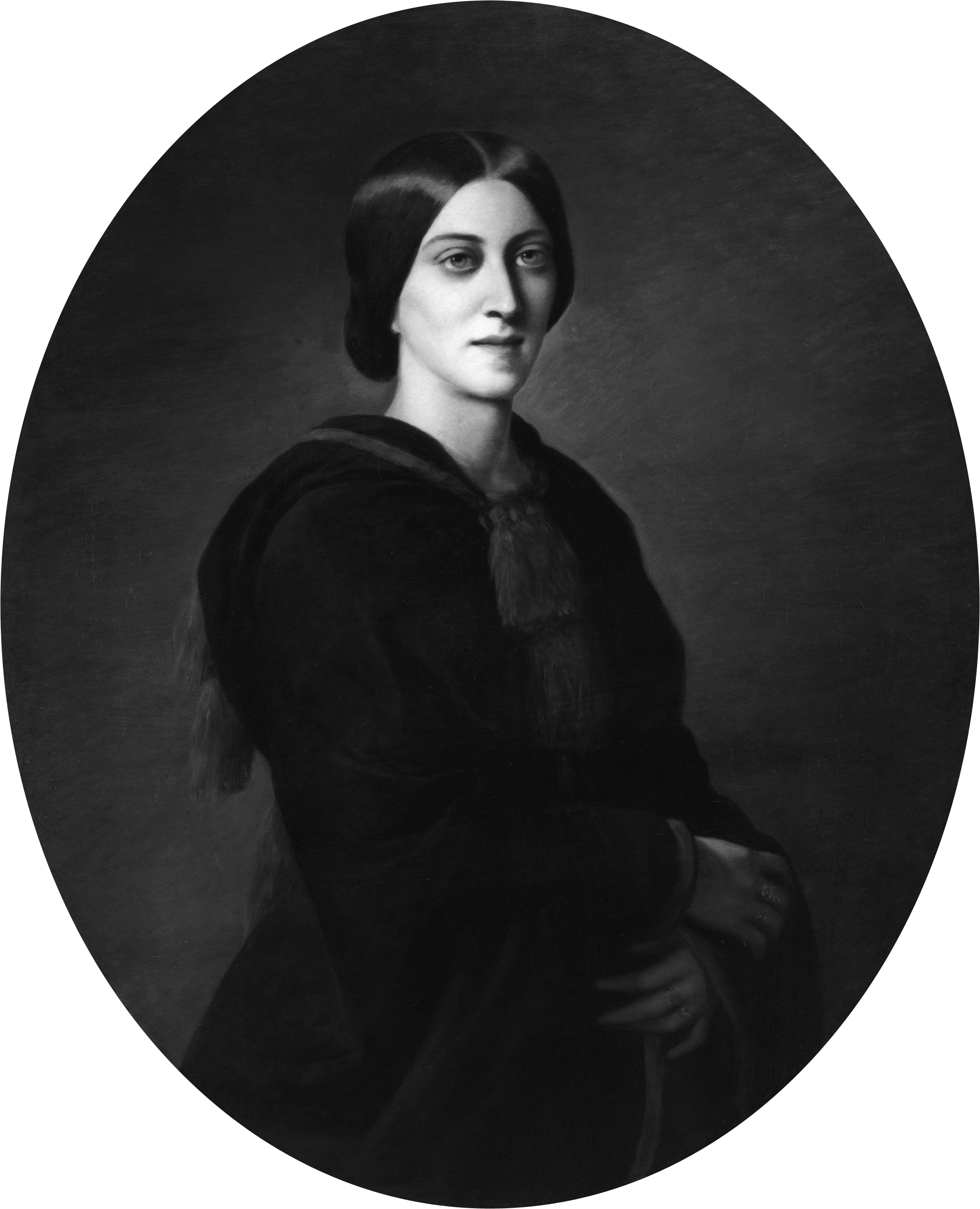
Adelaide Anne Procter, Gemälde von Emma Gaggiotti Richards, undatiert

Adelaide Anne Procter, Pseudonym auch Mary Berwick (* 30. Oktober 1825 in London; † 2. Februar 1864 ebenda) war eine englische Dichterin und Philanthropin.
Ihre literarische Karriere begann bereits im jugendlichen Alter. Ihre Gedichte erschienen unter anderem in Charles Dickens′ Zeitschriften Household Words und All the Year Round. Ihre Lyrik war von ihrer Wohltätigkeitsarbeit und ihrer Konversion zum Katholizismus beeinflusst und sprach Themen wie Obdachlosigkeit, Armut und gefallene Frauen an. Procter war die Lieblingsdichterin von Königin Victoria. Coventry Patmore bezeichnete sie als nach Tennyson populärste Dichterin ihrer Zeit; im 20. Jahrhundert geriet sie in Vergessenheit. Procter, die nie heiratete, war von schlechter Gesundheit und starb im Alter von 38 Jahren an Tuberkulose.

## Leben
Adelaide Anne Procter wurde im Londoner Stadtteil Bloomsbury als Tochter des Dichters Bryan Waller Procter und seiner Frau Anne (geborene Skepper) geboren. Sie wuchs in einem Zirkel von Literaten auf, der im Haus der Procters verkehrte: Die Schriftstellerin Elizabeth Gaskell genoss ihre Besuche im Hause Procter,S. 5 und Procters Vater war mit dem Dichter Leigh Hunt, dem Essayisten Charles Lamb und dem Romancier Charles Dickens befreundet, außerdem kannte er den Dichter William Wordsworth und den Kritiker William Hazlitt. Die Freundin der Familie, Bessie Rayner Belloc, schrieb 1895, dass „everybody of any literary pretension whatever seemed to flow in and out of the house. The Kembles, the Macreadys, the Rossettis, the Dickens [sic!], the Thackerays, never seemed to be exactly visitors, but to belong to the place“.S. 5 Die Autorin und Schauspielerin Fanny Kemble schrieb, die junge Anne Procter „looks like a poet's child, and a poet [… with] a preter-naturally [sic!] thoughtful, mournful expression for such a little child“.S. 5 Und Dickens vermerkte:

„When she was quite a young child, she learnt with facility several of the problems of Euclid. As she grew older, she acquired the French, Italian, and German languages […] piano-forte  [… and] drawing. But, as soon as she had completely vanquished the difficulties of any one branch of study, it was her way to lose interest in it, and pass to another.“

„Als sie noch ein ganz kleines Kind war, lernte sie mit Leichtigkeit einige der Probleme von Euklid. Als sie älter wurde, erwarb sie die französische, italienische und deutsche Sprache […] Piano-forte [… und] Zeichnen. Aber sobald sie die Schwierigkeiten eines Themas vollständig überwunden hatte, war es ihre Art, das Interesse daran zu verlieren und zu einem anderen überzugehen.“

Als „unersättliche Leserin“ war Procter weitgehend Autodidaktin, obwohl sie 1850 am Queen's College in der Harley Street studierte, an dem der Romancier Charles Kingsley, der Komponist John Hullah und der Schriftsteller Henry Morley zum Lehrkörper gehörten.S. 13
Procter zeigte Interesse an Poesie und trug als kleines Kind ein „tiny album […] into which her favourite passages were copied for her by her mother's hand before she herself could write […] as another little girl might have carried a doll“. Procter veröffentlichte ihr erstes Gedicht noch als Heranwachsende; Ministering Angels erschien 1843 in Heath's Book of Beauty. 1853 reichte sie ihre Arbeiten bei Dickens′ Household Words unter dem Namen „Mary Berwick“ ein, da sie wollte, dass ihre Arbeit nicht in Bezug auf Dickens′ Freundschaft mit ihrem Vater beurteilt würde. Dickens erfuhr erst im folgenden Jahr von „Mary Berwicks“ Identität. Mit der Veröffentlichung des Gedichts begann Procters lange Zusammenarbeit mit Dickens′ Zeitschriften; insgesamt veröffentlichte Procter 73 Gedichte in Household Words und 7 Gedichte in All the Year Round, von denen die meisten in ihren ersten beiden Gedichtbänden gesammelt wurden, die beide den Titel Legends and Lyrics tragen. Sie wurde auch in Good Words und Cornhill veröffentlicht. Neben ihrer Tätigkeit als Dichterin war Procter Herausgeberin der Zeitschrift Victoria Regia, die zum Aushängeschild der Victoria Press wurde, einem „explicitly feminist publishing venture“.
Im Jahr 1851 konvertierte Procter zum Katholizismus.  Nach ihrer Konversion engagierte sie sich in mehreren karitativen Bereichen insbesondere für Frauen und deren Rechte. Sie wurde Mitglied der Langham Place Group, die sich für die Verbesserung der Lebensbedingungen von Frauen einsetzte, und war mit den Frauenrechtlerinnen Bessie Rayner Belloc und Barbara Leigh Smith Bodichon befreundet. Procter half 1858 bei der Gründung des English Woman's Journal und war 1859 bei der Gründung der Society for the Promotion of the Employment of Women dabei, die sich beide für die Verbesserung der wirtschaftlichen und beruflichen Möglichkeiten von Frauen einsetzten. Ihr dritter Gedichtband, A Chaplet of Verses (1861), wurde zu Gunsten eines katholischen Nachtasyls für Frauen und Kinder veröffentlicht, das 1860 in der Providence Row in East London gegründet worden war.S. 3
Procter verlobte sich 1858, wie aus einem Brief hervorgeht, den ihr Freund William Makepeace Thackeray in diesem Jahr an seine Töchter schrieb. Die Identität von Procters Verlobtem bleibt unbekannt, und die geplante Hochzeit fand nie statt.S. 21 Obwohl weitere Männer Interesse an ihr zeigten, heiratete sie nie.S. 24
1862 erkrankte Procter; Dickens und andere vermuteten, dass ihre Krankheit auf ihre umfangreiche, über ihre Kräfte hinausgehende Wohltätigkeitsarbeit zurückzuführen war. Ein Versuch, ihre Gesundheit durch eine Kur in Malvern zu verbessern, schlug fehl. Am 3. Februar 1864 starb Procter an Tuberkulose, nachdem sie fast ein Jahr lang bettlägerig gewesen war, und wurde auf dem Kensal Green Cemetery beigesetzt.

## Werk
Procters Lyrik war stark von ihrem religiösen Glauben und ihrer karitativen Arbeit geprägt; Obdachlosigkeit, Armut und gefallene Frauen sind häufige Themen. Procters Vorworte zu ihren Gedichtbänden betonen das Elend der Bedingungen, unter denen die Armen lebten, ebenso wie Gedichte wie The Homeless Poor, Verse 51–58:S. 12
In that very street, at that same hour,

In the bitter air and drifting sleet,

Crouching in a doorway was a mother,

With her children shuddering at her feet.

She was silent – who would hear her pleading?

Men and beasts were housed – but she must stay

Houseless in the great and pitiless city,

Till the dawning of the winter day.
Procters Katholizismus beeinflusste auch die Wahl ihrer Bilder und Symbole. Sie verwendet beispielsweise häufig Verweise auf die Jungfrau Maria, um „weltlichen und protestantischen Lesern die Möglichkeit vor Augen zu führen, dass eine himmlische Ordnung die Machtstruktur der viktorianischen Geschlechterideologie kritisiert“.
Procter schrieb mehrere Gedichte über den Krieg, und die meisten der in Household Words veröffentlichten Gedichte zu diesem Thema stammen von ihr. Aber sie befasste sich nur selten direkt mit dem Thema und zog es vor, den Krieg im Hintergrund erfahrbar werden zu lassen.
Procter befasste sich in erster Linie mit der Arbeiterklasse, insbesondere mit Frauen aus der Arbeiterklasse, und mit „Emotionen von weiblichen Antagonisten, die noch nicht vollständig zum Ausdruck gekommen sind“, wie es Gill Gregory in ihrer Arbeit zu Procter formuliert.S. 57 Procters Werk verkörpert oft eine viktorianische Ästhetik der Sentimentalität, tut dies aber laut dem Literaturwissenschaftler Francis O’Gorman mit „eigentümlicher Stärke“. Procter setzte emotionale Affekte ohne Vereinfachung ein und hielt „emotionale Energie [in Spannung] . … gegen Komplikationen und Nuancen“. Procters Sprache ist einfach; einem Freund gegenüber äußerte sie eine „krankhafte Angst davor, missverstanden und falsch interpretiert zu werden“, und ihre Poesie ist geprägt von „Einfachheit, Direktheit und Klarheit des Ausdrucks“.S. 66 Die Leser schätzten Procters Gedichte wegen ihres schlichten Ausdrucks.
Mitte des 19. Jahrhunderts war Procter „ungeheuer populär“. Sie war die Lieblingsdichterin von Königin Victoria,S. 1 und Coventry Patmore stellte fest, dass die Nachfrage nach ihren Werken größer war als die nach denen jedes anderen Dichters, mit Ausnahme von Alfred Lord Tennyson. Procter selbst äußerte wenig Ehrgeiz in Bezug auf ihre Arbeit: Ihre Freundin Bessie Raynor Belloc meinte, dass Procter darunter litt, dass ihr Ruf als Dichterin den ihres Vaters überholt hatte, und zitierte Procter mit den Worten: „Papa is a poet. I only write verses.“
Procters Popularität hielt während des 19. Jahrhunderts auch nach ihrem Tod an. Bis 1881 erlebte der erste Band von Legends and Lyrics 19 Auflagen, der zweite bis zum selben Jahr 14 Auflagen. Viele ihrer Gedichte wurden zu Kirchenliedern oder anderweitig vertont. Dazu gehörte The Lost Chord, das Arthur Sullivan 1877 vertonte; dieses Lied war in den 1870er und 1880er Jahren sowohl in Großbritannien als auch in den Vereinigten Staaten der größte kommerzielle Erfolg. Ihr Werk wurde auch in den Vereinigten Staaten veröffentlicht und ins Deutsche übersetzt. Bis 1938 war Procters Ruf so weit gesunken, dass ein Lehrbuch ihre Gedichte nur noch erwähnen konnte, um sie als „stupid, trivial and not worthy of the subject“.
In der zahlenmäßig geringen, modernen Rezeption wird dies teilweise auf die Charakterisierung von Charles Dickens als „vorbildlichem häuslichen Engel der Mittelschicht“ und als „zerbrechliche und bescheidene Heilige“ anstatt als „aktive Feministin und starke Dichterin“. Die wenigen Kritiker, die sich mit Procters Lyrik befasst haben, halten sie im Allgemeinen für wichtig, weil sie offen konventionelle Gefühle zum Ausdruck bringt und sie gleichzeitig verdeckt untergräbt. Der Literaturwissenschaftlerin Isobel Armstrong zufolge bedient sich Procters Poesie, wie die vieler Dichterinnen des 19. Jahrhunderts, konventioneller Ideen und Ausdrucksweisen, ohne sie notwendigerweise vollständig zu übernehmen. O’Gorman führt A Legend of Provence als Beispiel für ein Gedicht an, das diese Art von „doppelter Beziehung zu den Strukturen der Geschlechterpolitik, die es zu bestätigen scheint“, enthält. Eine andere Sicht ist, dass Procters Poesie, obwohl sie oberflächlich gesehen damenhaft ist, Anzeichen für unterdrückte Gefühle und Wünsche aufweist, die die erzählenden Gedichte umso kraftvoller machen. Keine Einigkeit besteht, ob und inwieweit sich Procters (unbekannte und unbelegte) sexuelle Orientierung in ihrer Dichtung kenntlich macht.

## Werke (Auswahl)
Alle Werke sind über The Online Books Page erreichbar. Die drei wesentlichen Gedichtsammlungen, die in diversen Ausgaben erschienen, sind:
- Legends and Lyrics, first series, Bell and Daldy, London 1858.
- Legends and Lyrics, second series, Bell and Daldy, London 1861.
- A Chaplet of Verses, Longman, Green, Longman, & Roberts, London 1862